# Croton sylvaticus
Croton sylvaticus är en törelväxtart som beskrevs av Ferdinand von Hochstetter. Croton sylvaticus ingår i släktet Croton och familjen törelväxter. Inga underarter finns listade i Catalogue of Life.

## Bildgalleri

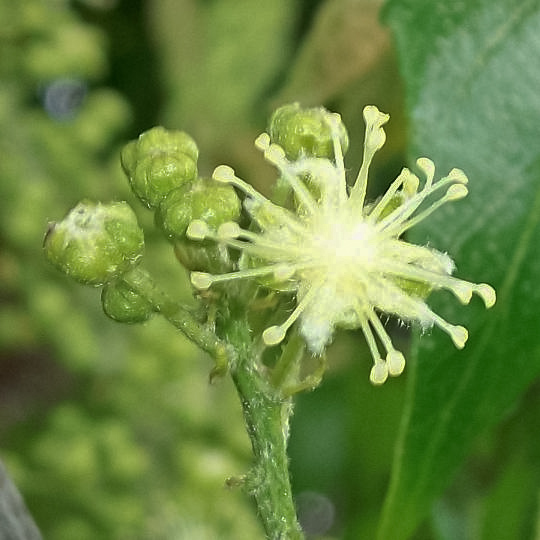
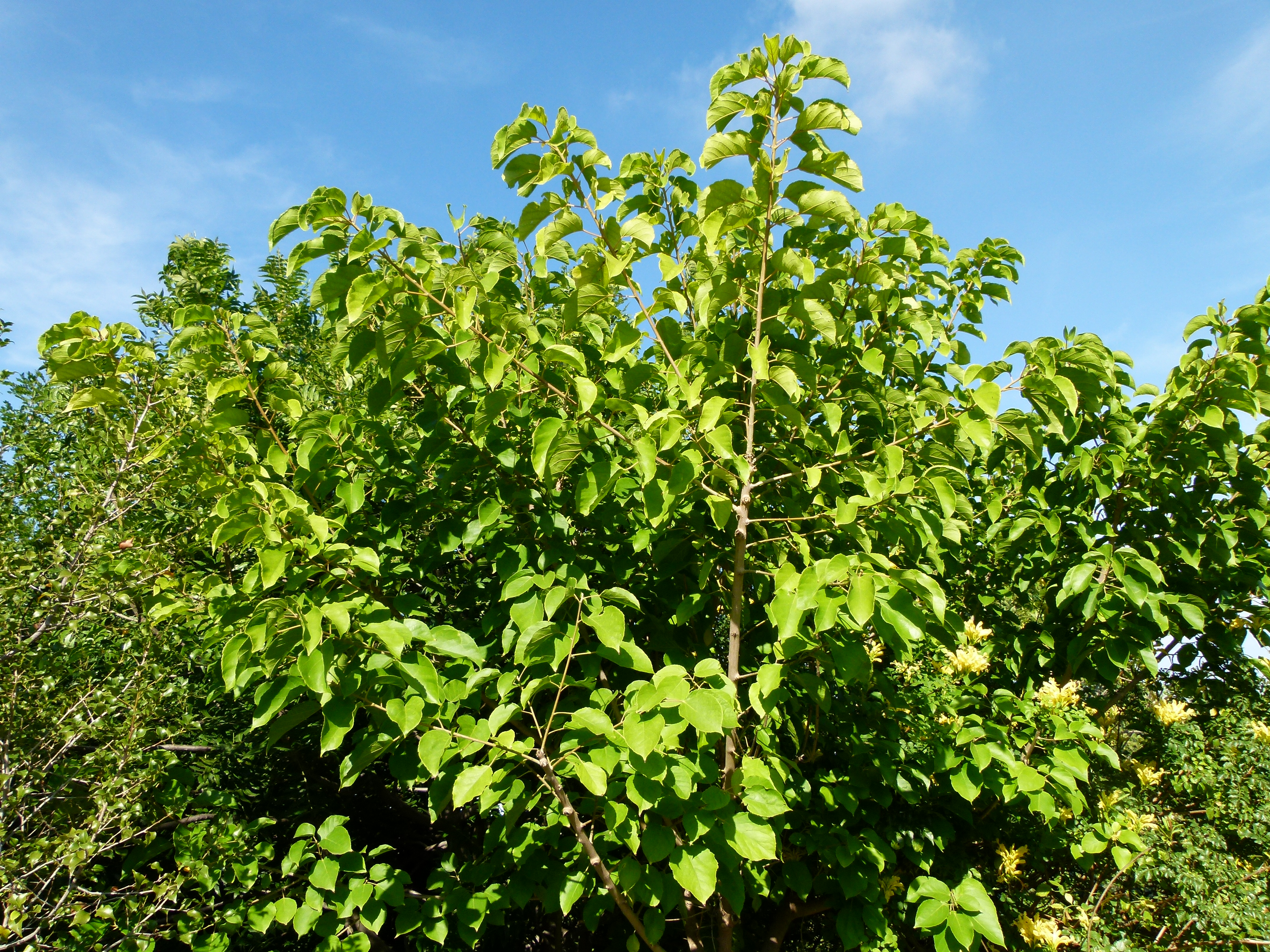
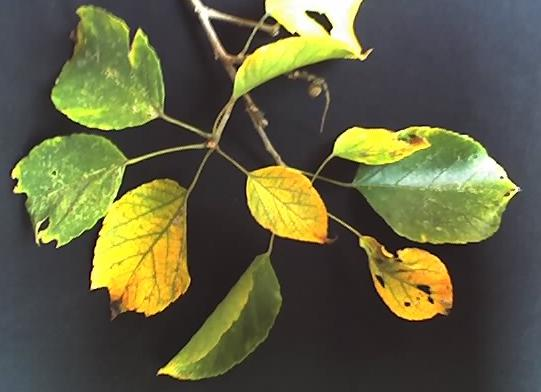
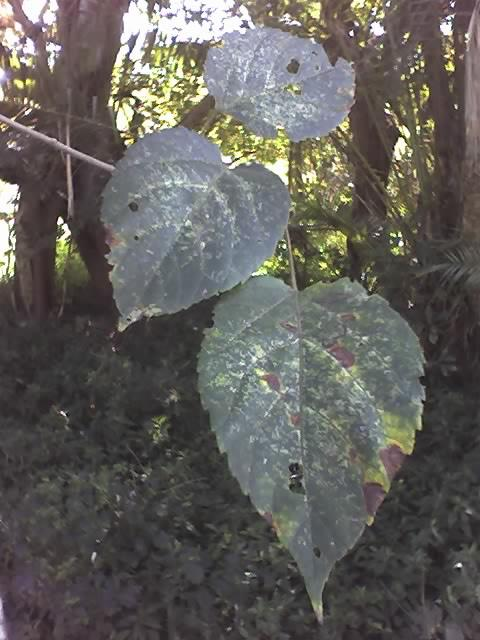
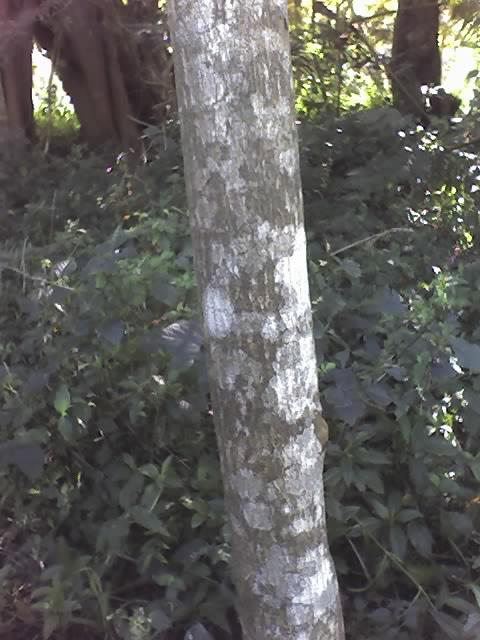
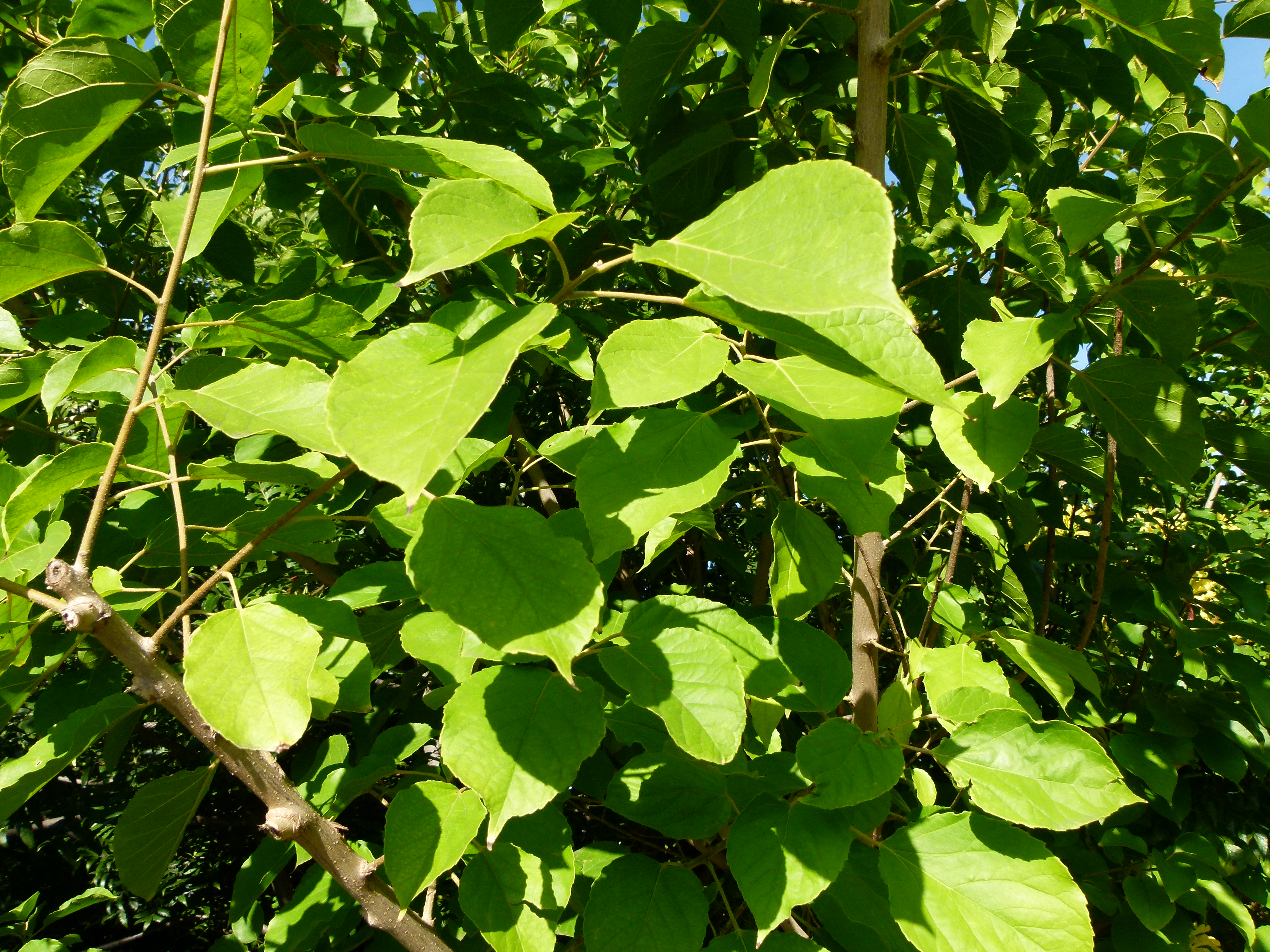